# Việt Nam Quang Phục Hội
Việt Nam Quang Phục Hội byla ozbrojená organizace ve Vietnamu, která existovala v letech 1912–1925. Spoluzakladatelem a vůdcem této společnosti byl Phan Bội Châu. Společnost se měla postavit do čela širokého protikolonialistického hnutí ve Vietnamu za účelem vydobytí národní nezávislosti a vyhlášení demokratické republiky ve Vietnamu.